# Caroline Dahl
Caroline Lucia Maria "Caro" Dahl (Istanbul, 17 d'octubre de 1890 - Oslo, 21 de gener de 1979) va ser una tennista noruega que va competir a començaments del segle xx.
El 1920 va prendre part en els Jocs Olímpics d'Anvers on va disputar la competició individual del programa de tennis. Quedà eliminada en segona ronda.
Als Jocs de 1924 va disputar dues proves del programa de tennis, els dobles mixtos, fent parella amb Conrad Langaard, i la competició individual. Quedà eliminada en primera i segona ronda respectivament.